# Temporada del 2001 de pilota valenciana
Heus ací un resum de les principals competicions de Pilota valenciana jugades íntegrament o acabades l'any 2001.

## Professionals

### Escala i corda
| Competició               | Campió        | Subcampió                |
| ------------------------ | ------------- | ------------------------ |
| Circuit Bancaixa         | Álvaro i Dani | León, Sarasol II i Fèlix |
| Individual               | Álvaro        | Núñez                    |
| Trofeu Nadal de Benidorm |               |                          |

### Galotxa
| Competició       | Campió | Subcampió |
| ---------------- | ------ | --------- |
| Trofeu Moscatell |        |           |

### Raspall
| Competició                                   | Campió                 | Subcampió                |
| -------------------------------------------- | ---------------------- | ------------------------ |
| Campionat Individual                         | Gorxa                  | Juan Gràcia              |
| Campionat per equips                         | Fede, Agustí i Ernesto | Salva, Galán i Coeter II |
| Trofeu Gregori Maians                        |                        |                          |
| Trofeu Mancomunitat de municipis de la Safor |                        |                          |

## Aficionats

### Escala i corda
| Competició          | Campió            | Subcampió    |
| ------------------- | ----------------- | ------------ |
| Lliga Caixa Popular | Genovés II, ? i ? | ?, Jesús i ? |

### Frontó
| Competició                                 | Campió  | Subcampió       |
| ------------------------------------------ | ------- | --------------- |
| Individual                                 | Montesa | Zacarías        |
| Campionat Autonòmic de Frontó per Parelles | El Puig | Quart de Poblet |

### Galotxa
| Competició      | Campió             | Subcampió                |
| --------------- | ------------------ | ------------------------ |
| El Corte Inglés | Massalfassar       | Foios                    |
| Interpobles     | Aj. de Beniparrell | Pati Cafetí Massalfassar |
| Supercopa       | Aldaia             | Aj. de Beniparrell       |

### Llargues
| Competició                 | Campió      | Subcampió |
| -------------------------- | ----------- | --------- |
| Lliga a Llargues d'Alacant | El Campello |           |

#### Palma
| Competició    | Campió | Subcampió |
| ------------- | ------ | --------- |
| Lliga a Palma |        |           |

### Raspall
| Competició                       | Campió            | Subcampió |
| -------------------------------- | ----------------- | --------- |
| Autonòmic de Raspall al carrer   | Aielo de Malferit | Xeraco    |
| Autonòmic de Raspall en trinquet | Aielo de Malferit | Dénia     |

## Internacionals
| Competició                          | Campió                        | Subcampió                     |
| ----------------------------------- | ----------------------------- | ----------------------------- |
| Campionats Internacionals de Pilota |                               |                               |
| V Campionat d'Europa                |                               |                               |
| Frontó internacional                | Selecció Valenciana de Pilota | Itàlia                        |
| Joc internacional                   | Selecció Valenciana de Pilota | Països Baixos                 |
| Llargues                            | Països Baixos                 | Selecció Valenciana de Pilota |

| Precedit per: Temporada del 2000 de pilota valenciana | Temporada del 2001 de pilota valenciana 2001 | Succeït per: Temporada del 2002 de pilota valenciana |